# 선양 J-35
선양 J-35은 중국 인민해방군 공군의 차세대 스텔스기로, J-20을 보조할 것으로 보인다. 시제기가 완성된 후 2012년 10월 31일 J-11 2대에게 호위를 받으며 첫비행에 성공했다.

## 같이 보기
- 청두 J-20
- F-35 라이트닝 II
- 미코얀 MiG-35
- KFX 전투기